# Pchoun
Pchoun (korejsky 포은, v anglickém přepisu Po Eun) je tul, který se učí nositelé technického stupně 1. dan v bojovém umění taekwondo. Tul vytvořili v letech 1962–1964 podplukovník U Čonglim a seržant Kim Bokman.

## Významy

### Význam názvu
Pchoun je pseudonym básníka Čŏnga Mongdžu, ministra království Korjo. Proslavil se svou oddaností k zanikající dynastii a básní Tanšimga.

### Význam diagramu
Diagram vzoru (čínský znak 一) znamená jeden a symbolizuje loajalitu králi a vlasti.

## Pohyby vzoru
Výchozí postoj: naranhi so hanulson
1. ↵ niundža so pchalmok tebi makki
2. ↷ webal sogi (zvedněte obě pěsti, otočte obličej doprava)
3. pakuro nullo čchagi (poloha rukou jako v předchozí technice)
4. annun so sonkchal jop terigi
5. ⤶ annun so kijokča čirugi
6. annun so ap čumok nullo makki, kesok tongdžak
7. annun so ap čumok nullo makki, kesok tongdžak
8. annun so an pchalmok kaunde hečchjo makki, kesok tongdžak
9. annun so tvit pchalgup tulkchi (tlačte pravou pěst levou dlaní, obličej držte stejně jako v předchozí technice), kesok tongdžak
10. annun so ap čirugii (posuňte levou dlaň na pravý loket), kesok tongdžak
11. annun so tvit pchalgup tulkchi (tlačte levou pěst pravou dlaní, obličej držte stejně jako v předchozí technice), kesok tongdžak
12. ⤷ annun so supchjong čirugi, kesok tongdžak
13. ⮢ kjočcha so pchalmok nadžunde ap makki
14. ⮡  niundža so tigutča čapki
15. ↑ moa so sang pchalgup supchjong tulkchi (otočte obličej doleva), nurin tongdžak
16. ↱ annun so tung čumok joptvit terigi
17. ← kjočcha so pchalmok nadžunde ap makki
18. ⮠  annun so sonkchal tung nadžunde tebi makki
19. ↷ niundža so pchalmok tebi makki
20. ↶ webal sogi (zvedněte obě pěsti, otočte obličej doleva)
21. pakuro nullo čchagi (poloha rukou jako v předchozí technice)
22. annun so sonkchal jop terigi
23. ⤷ annun so kijokča čirugi
24. annun so ap čumok nullo makki, kesok tongdžak
25. annun so ap čumok nullo makki, kesok tongdžak
26. annun so an pchalmok kaunde hečchjo makki, kesok tongdžak
27. annun so tvit pchalgup tulkchi (tlačte levou pěst pravou dlaní, obličej držte stejně jako v předchozí technice), kesok tongdžak
28. annun so ap čirugii (posuňte pravou dlaň na levý loket), kesok tongdžak
29. annun so tvit pchalgup tulkchi (tlačte pravou pěst levou dlaní, obličej držte stejně jako v předchozí technice), kesok tongdžak
30. ⤶ annun so supchjong čirugi, kesok tongdžak
31. ⮣ kjočcha so pchalmok nadžunde ap makki
32. ⮠  niundža so tigutča čapki
33. ↑ moa so sang pchalgup supchjong tulkchi (otočte obličej doprava), nurin tongdžak
34. ↰ annun so tung čumok joptvit terigi
35. → kjočcha so pchalmok nadžunde ap makki
36. ⮡  annun so sonkchal tung nadžunde tebi makki

Závěrečný postoj: ↰ naranhi so hanulson